# Rubányi Pál
Rubányi Pál, 1920-ig Rosenzweig (Budapest, 1904. július 20. – Budapest, 1984. december 25.) sebészorvos, egyetemi tanár, az orvostudományok kandidátusa (1952), Kossuth-díjas (1954).

## Élete
Rubányi (Rosenzweig) Adolf (1869–1947) orvos, kormányfőtanácsos és Kohn Berta Boriska (1877–1945) gyermekeként született többgenerációs orvoscsaládban. Apai nagyapja, Rosenzweig Ármin (1835–1906) miniszteri számvizsgáló volt. Apai dédapja Rosenzweig Adolf (1810–1869) orvos. Anyai nagyapja Kohn Gábor tolnai vármegyei orvos, földbirtokos. 1919-ben szüleivel együtt kikeresztelkedett a katolikus vallásra.
Tanulmányait a budapesti Pázmány Péter Tudományegyetem Orvostudományi Karán végezte, ahol 1927-ben kapta meg oklevelét. 1924 és 1928 között az I. számú Kórbonctani Intézetben dolgozott gyakornokként Buday Kálmán mellett. 1928-tól az I. számú Sebészeti Klinikára került Verebély Tibor mellé díjtalan orvosként. Később műtőorvos, majd tanársegéd lett. 1941 szeptemberétől a következő év szeptemberéig egy tábori kórházban operált. 1944 májusában zsidó származása miatt a bori munkatáborba vitték. A tábor felszámolása után erőltetett menetben hajtották nyugat felé, de a szerb partizánok kezére került, akiknek köszönhetően felszabadult. Ezt követően egy partizán kórházban dolgozott hat héten át, s csak ezután térhetett vissza Magyarországra. Előbb Temesvárra került, majd visszatért az I. számú Sebészeti Klinikára, ahol 1945 májusától 1947 májusáig tanársegéd volt. 1947-ben a II. számú Sebészeti Klinikán Sebestény Gyula adjunktusa lett. Ekkor kezdte el Gömöri Pál professzorral az essentialis hypertonia műtéti kezelésének kidolgozását. Már operált mediastinális daganatokat, valamint nyelőcső-sebészeti műtéteket is végzett. 
1949-től a B. V. Petrovszkij által vezetett III. számú Sebészeti Klinikán adjunktus lett. 1950-ben a „Sebészeti műtéttan“ című tárgykörből egyetemi magántanári képesítést kapott. 1951-ben kinevezték tanszékvezető egyetemi tanárrá. 1952-ben elnyerte az orvostudományok kandidátusa tudományos fokozatot. 1954-ben a II. számú Sebészeti Klinikára helyezték át, és végül 1963-ban Hedri Endre halála után visszakerült az I. sz. Sebészeti Klinikára és nyugdíjazásáig, 1975-ig igazgatója, tanszékvezető tanára maradt. 1975 után szaktanácsadóként segítette utódja munkáját.
Tagja volt az MTA Sebészeti Szakmák Bizottságának, majd a Klinikai Főbizottságnak. 1951 és 1968 között az Egészségügyi Minisztérium vezető sebész munkakörét töltötte be, és az Egészségügyi Tudományos Tanács elnökségi tagja volt. Az Országos Sebészeti Intézet igazgatói tisztségét haláláig betöltötte. 1969 és 1974 között a Semmelweis Egyetem rektorhelyetteseként tevékenykedett. 1967 és 1971 között a Magyar Sebészeti Társaság elnöke volt. 1975-től – nyugalomba vonulásától – az egyetem tudományos szaktanácsadójaként működött. Első szerkesztője volt az Archivum Chirurgicumnak, majd jogutódja, a Magyar Sebészet főszerkesztője haláláig. Szerkesztőségi tagja volt a Therapia Hungarica, az Acta Chirurgica Hungarica, az Orvos és Technika, az Excerpta Medica és a Zentralblatt für Chirurgie című szaklapokban.. Számos nemzetközi tudományos társaság l. és t. tagja volt. A hazai mellkassebészet úttörői között foglalkozott a mediastinum, a nyelőcső, a gyomorrák sebészetével, valamint a hipertónia sebészi kezelésével. Számos közleménye jelent meg a fekélybetegség és az endokrin daganatok sebészi problémáiról. Közel 100 tudományos közleménye is a gasztroenterológiai sebészettel, valamint a mellkasi sebészet különböző kérdéseivel foglalkozik.

## Családja
Felesége Rubányi Ágnes (Hofmann, 1932–2010) rendezvényszervező.
Gyermekei:
- Rubányi Gábor (1947)
- Rubányi Pál (1949) fogorvos, egyetemi adjunktus. Felesége Strausz Ágnes fogszakorvos.

## Díjai, elismerései
- Magyar Népköztársasági Érdemrend V. fokozata (1951)
- Kossuth-díj (1954)
- Balassa János-emlékérem (1962)
- Munka Érdemrend arany fokozata (1964, 1974)
- A Haza Szolgálatáért érdemrend arany fokozata (1968)
- Hőgyes-emlékérem
- Semmelweis aranygyűrű
- Senator Honoris Causa Universitatis (1983)[12]
- Szocialista Magyarországért Érdemrend (1984)

## Főbb művei
- A mellüreg néma daganatairól (Budapest, 1948)
- Mediastinalis daganatok sebészete (Budapest, 1949)
- Általános sebészet (egyetemi tankönyv, Budapest, 1970)